# Kaipohue Island
Kaipohue Island ist eine Insel in der Taraere Bay im Südarm des Pārengarenga Harbour im Far North District der Region Northland auf der Nordinsel Neuseelands.
Die Insel ist etwa 600 m lang, 400 m breit und 14 Hektar groß. Sie ist von Festland nur durch einen etwa 150 m breiten, seichten Kanal getrennt.